# Fósforos mojados
Fósforos mojados es una película colombiana dirigida por Sebastián Duque. Estrenada el 10 de noviembre de 2022, contó con las actuaciones de Steven Rivas, Estiven Anacona, Yoy Rave, Susana Uribe y Lucero Henao, y desde 2021 hizo parte de diferentes eventos como los Festivales Internacionales de Cine de Bogotá y Tarragona, el FIC Monterrey y el Filmar en América Latina de Suiza, entre otros.

## Sinopsis
Una banda underground de punk local conformada por Juan, Casta, Meli y Potro decide tomar una medida desesperada: encerrar al padre de Potro en el baño, robar su auto y grabar un videoclip con el que participarán en un importante concurso para ser elegidos como parte del cartel de un prestigioso concierto. Sin embargo, no todo saldrá como lo planeado, y aflorarán antiguos inconvenientes entre los músicos.

## Recepción
En el sitio web Filmin, Fósforos mojados es descrita como una película «rabiosamente punk en la capital de la salsa y el reggaetón. Una anomalía musical, deliciosamente imperfecta, inmediata y directa al estómago». Para Felipe Sánchez de Canal Trece, el filme «llega a sumarse a un acervo de películas colombianas de la última década que han retratado, desde distintos ángulos y con diversos intereses, a las juventudes que habitan las movidas del borde». El portal Radiónica la incluyó en su lista de las diez mejores películas de 2021.